# I. Paréhotep
Paréhotep (vagy Rahotep; „[a] Ré elégedett”) ókori egyiptomi vezír volt a XIX. dinasztia idején, II. Ramszesz uralkodásának második felében.
Említése maradt fenn Ozirisz főpapja, Wenennofer egy szobrán és egy sztéléjén. A ma az Athéni Múzeumban őrzött szobron Paréhotepet Ozirisz főpapja, To unokájának, Maianui fiának nevezik. Apja Meri, Ozirisz főpapja. Említik Wenennofer abüdoszi sztéléjén is. Nebamon vezírt egy helyen harmadik fivérüknek nevezik, róla azonban tudni, hogy Ramosze és Seritré fia, így valószínűbb, hogy az unokatestvérük. Egy abüdoszi sztélén (Cairo Jde 19775) két másik férfival és három nővel ábrázolják Ozirisz és Ízisz dicsőítése közben. Egy kanópuszedénye Szelket és Kebehszenuf ábrázolásával ma Brüsszelben található (E. 5901).
Felmerült, hogy azonos egy másik, ebben az időben élt vezírrel, II. Paréhoteppel; bővebben az ő cikkében.

## Fordítás
- Ez a szócikk részben vagy egészben  a   Prehotep I című angol Wikipédia-szócikk ezen változatának fordításán alapul.  Az eredeti cikk szerkesztőit annak laptörténete sorolja fel. Ez a jelzés csupán a megfogalmazás eredetét és a szerzői jogokat jelzi, nem szolgál a cikkben szereplő információk forrásmegjelöléseként.